# Concentration 20
Concentration 20 – trzeci album japońskiej piosenkarki Namie Amuro,  wydany 24 lipca 1997 roku w wersji CD album został wyprodukowany przez Tetsuyę Komuro, również wszystkie teksty, muzykę i aranżacje wykonane były przez jego zespół produkcyjny.

## Lista utworów
CD
| 1.  | Concentration 20 (make you alright) | 4:06  |
|     |                                     |       |
| 2.  | B w/z you                           | 5:00  |
|     |                                     |       |
| 3.  | Close your eyes, Close to you       | 5:49  |
|     |                                     |       |
| 4.  | Me love peace !!                    | 4:27  |
|     |                                     |       |
| 5.  | No Communication                    | 4:12  |
|     |                                     |       |
| 6.  | a walk in the park [Remix]          | 5:59  |
|     |                                     |       |
| 7.  | To-day                              | 4:41  |
|     |                                     |       |
| 8.  | Storm feat. m.c.A・T                | 3:08  |
|     |                                     |       |
| 9.  | Whisper                             | 5:09  |
|     |                                     |       |
| 10. | CAN YOU CELEBRATE? [Remix]          | 6:18  |
|     |                                     |       |
| 11. | I know…                             | 3:09  |
|     |                                     |       |
| 12. | How to be a Girl [STRAIGHT RUN]     | 4:26  |
|     |                                     |       |
|     |                                     | 56:24 |
|     |                                     |       |

## Oricon
| Diagram                                                    | Pozycja |
| ---------------------------------------------------------- | ------- |
| Dzienny diagram Oricon (w pierwszym dniu sprzedaży)        | #1      |
| Tygodniowy diagram Oricon (w pierwszym tygodniu sprzedaży) | #1      |
| Miesięczny diagram Oricon (w pierwszym miesiącu sprzedaży) | #-      |
| Roczny diagram Oricon                                      | #7      |

### Pozycje wykresu Oricon
Album "Concentration 20" osiągnął 1. miejsce na cotygodniowym wykresie Oriconu. W 1997 roku sprzedano 1 879 090 egzemplarzy, stał się numerem siedem w kategorii album roku.

## Ciekawostki
Album "Concentration 20" sprzedał się w 1 929 860 egzemplarzy, co czyni go jednym z  najbardziej udanych albumów Namie Amuro.
Większość tekstów piosenek została napisana przez Marca Panthera (Globe).